# Mensch, bezahle deine Schulden - Humoreske mit Kameratricks
Mensch, bezahle deine Schulden - Humoreske mit Kameratricks è un cortometraggio muto del 1911 diretto e interpretato da Emil Albes, un attore teatrale qui ai suoi primi passi come cineasta.

## Produzione
Il film fu prodotto dalla Deutsche Bioscop GmbH.